# یاوا (تاجیکستان)
یاوا (به لاتین: Yava) یک شهرک در شمال غربی تاجیکستان است که در ولایت سغد واقع شده‌است.